# Northen Etchells
Pour les articles homonymes, voir Northen (homonymie).
Northen Etchells est une localité du Grand Manchester en Angleterre. Cette ancienne paroisse a cessé d'exister à partir de 1894, et est alors intégré au Bucklow Rural District. En 1931 la paroisse est encore intégré à Wythenshawe et désormais est une localité de la cité de Manchester.